# Epiplema albipennaria
Epiplema albipennaria är en fjärilsart som beskrevs av Herrich-Schäffer 1855. Epiplema albipennaria ingår i släktet Epiplema och familjen Uraniidae. Inga underarter finns listade i Catalogue of Life.